# Ron Sexsmith
Ronald Eldon „Ron“ Sexsmith (* 8. Januar 1964 in St. Catharines, Ontario) ist ein kanadischer Singer-Songwriter.

## Leben
Neben diversen Jobs versuchte sich Ron Sexsmith schon immer mit Auftritten in kleinen Clubs und Bars. Seine Stimme und auch seine Qualitäten als Songschreiber machten andere Musiker auf ihn aufmerksam und bescherten ihm schließlich einen Plattenvertrag bei einem Major Label. Auch die Musikkritiker sind durchweg von seinem Debüt 1995 begeistert. Und das bleibt auch überwiegend so bei den nachfolgenden Alben. Die Musikerkollegen, die sich zu seinen Fans zählen, sind zahlreich und namhaft: Chris Martin von Coldplay, Radiohead, Elvis Costello, Sarah McLachlan und Rod Stewart. Paul McCartney lud ihn sogar spontan zu sich ein, um ihn persönlich kennenzulernen und mit ihm zu jammen.
Nach drei kommerziell mittelmäßig erfolgreichen Alben beendete er die Zusammenarbeit mit Interscope Records aufgrund personeller Änderungen beim Plattenlabel. Sein auf dem Indie-Label Cooking Vinyl erschienenes viertes Album Blue Boy 2001 ist mit 20.000 verkauften Exemplaren gleich doppelt so erfolgreich. Sexsmith erklärt sich das in seinem Interview 2003 so, dass die Major-Plattenfirma nicht sehr aktiv seinen Erfolg unterstützt hätten, z. B. kaum Auftritte in Deutschland organisieren mochten. Durchbrochen wird diese Mauer immer wieder von hartgesottenen Fans, wie zuletzt vom amerikanischen Jazzgitarristen und Grammy-Preisträger Bill Frisell, der ihn 2004 zu der von ihm kuratierten Reihe Century of Song bei der RuhrTriennale einlud.
Ron Sexsmith ist zum zweiten Mal verheiratet und hat zwei Kinder, einen Sohn und eine Tochter. Er lebte viele Jahre in Toronto, heute hat er ein Haus in Stratford, Ontario.

## Musik und Texte

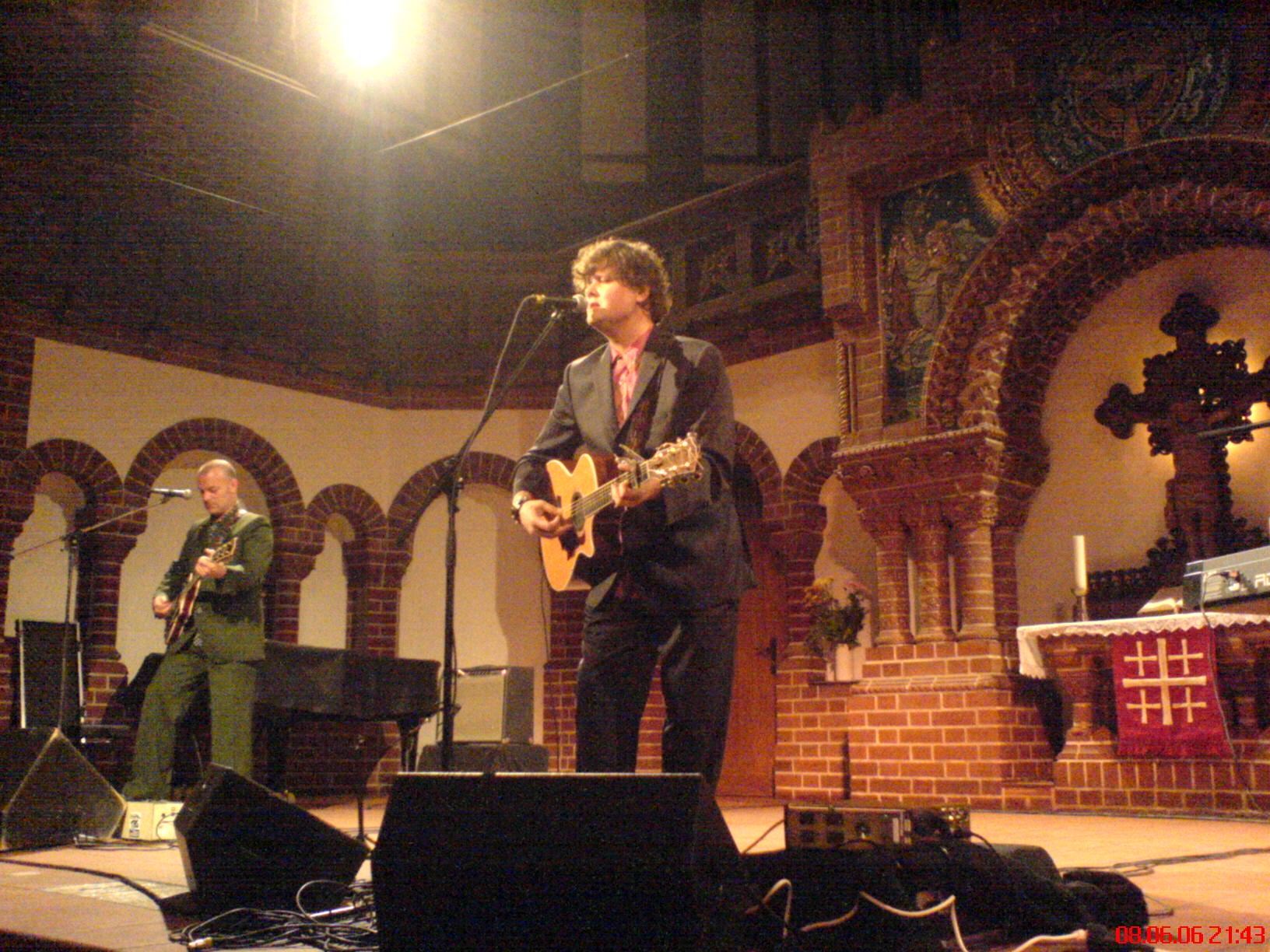
Ron Sexsmith

Die ersten fünf Veröffentlichungen bis einschließlich Blue Boy sind musikalisch auf der Linie eines melancholischen Folkpop angesiedelt. Auf dem sechsten Album Cobblestone Runway von 2003 hat der Produzent den Sound mit Synthesizer weiterentwickelt.
Retriever von 2004 ist eine Hommage an Johnny Cash, June Carter Cash, Bill Withers und Elliott Smith.
Destination Unknown ist ein Nebenprojekt, das Sexsmith 2005 veröffentlichte. Hierbei handelt es sich um Songs, die während der Produktion von Retriever zusammen mit seinem Schlagzeuger Don Kerr eingespielt wurden.
Auf dem am 17. April 2020 erschienenen und 14 Lieder umfassenden Album Hermitage sind seine früheren melancholischen Melodien und Texte nur noch peripher zu hören; stattdessen zeigt Sexsmith vergnügt eine Leichtigkeit, die dem bisherigen Werk des allseits anerkannten Songwriters fehlte. Alle Instrumente auf dem Album spielte er selber, nur beim Schlagzeug half Don Kerr aus. Mit dem Album liefere er "Material fürs Great American Songbook", urteilte Jakob Biazza in der Süddeutschen Zeitung. Sexsmith zähle "längst selbst zur Liga seiner großen Songwriter-Vorbilder Ray Davies, John Lennon, Harry Nilsson und Randy Newman", schrieb Thomas Klingebiel in seiner Plattenkritik.
Cover-Versionen und eigene Songs spielt er seit vielen Jahren auf seinem YouTube-Kanal Rawnboy.

## Diskografie

### Studioalben
| Jahr | Titel                     | Plattenlabel        | Produzent      |
| ---- | ------------------------- | ------------------- | -------------- |
| 1991 | Grand Opera Lane          | Ronboy Rhymes       | Bob Wiseman    |
| 1995 | Ron Sexsmith              | Interscope          | Mitchell Froom |
| 1997 | Other Songs               | Interscope          |                |
| 1999 | Whereabouts               | Interscope          |                |
| 2001 | Blue Boy                  | Linus Entertainment | Steve Earle    |
| 2002 | Cobblestone Runway        | Linus Entertainment | Martin Terefe  |
| 2003 | Rarities                  | Linus Entertainment |                |
| 2004 | Retriever                 | Warner Canada       | Martin Terefe  |
| 2005 | Destination Unknown       | Warner Canada       | Don Kerr       |
| 2006 | Time Being                | Warner Canada       |                |
| 2008 | Exit Strategy of the Soul | Yep Roc             |                |
| 2011 | Long Player Late Bloomer  | Indigo              | Bob Rock       |
| 2013 | Forever Endeavour         | Cooking Vinyl       |                |
| 2015 | Carousel One              | Cooking Vinyl       |                |
| 2017 | The Last Rider            | Compass Records     |                |
| 2020 | Hermitage                 | Cooking Vinyl       |                |
| 2023 | The Vivian Line           | Cooking Vinyl       |                |

## Gastauftritte
- Ane Brun – A Temporary Dive (2004) auf dem Track "Song no. 6", nochmals veröffentlicht auf Ane Bruns Album Duets (2005)
- Feist – The Reminder (2007) auf dem Track "How My Heart Behaves"
- Michael Bublé – Crazy Love (2009) auf dem Track "Whatever it takes"